# Bianor hongkong
Bianor hongkong là một loài nhện trong họ Salticidae.
Loài này thuộc chi Bianor. Bianor hongkong được Da-xiang Song et al miêu tả năm 1997..